# Кастельфідардо
Кастельфідардо (італ. Castelfidardo) — муніципалітет в Італії, у регіоні Марке,  провінція Анкона.
Кастельфідардо розташоване на відстані близько 195 км на північний схід від Рима, 18 км на південь від Анкони.
Населення — 18 850 осіб (2014).

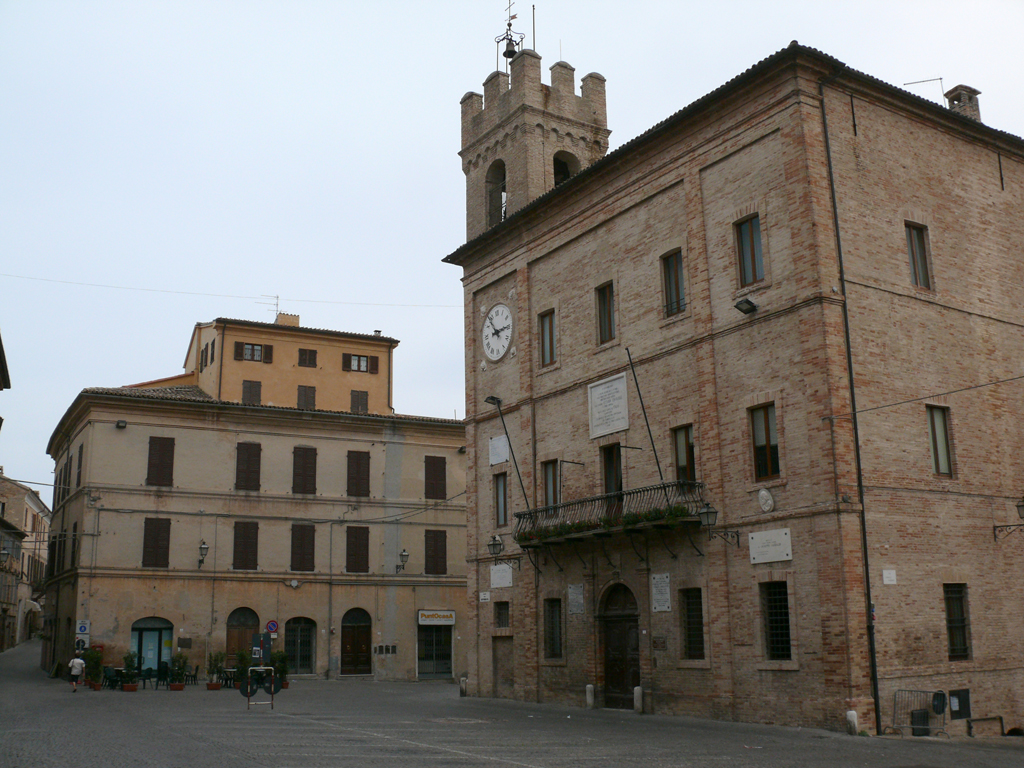

Щорічний фестиваль відбувається 14 травня. Покровитель — святий Віктор.

## Демографія
Населення за роками:

Станом на 1 січня 2023 року в муніципалітеті офіційно проживало 1230 іноземців з 74 країн, серед них 383 громадяни країн Євросоюзу та 50 громадян України.

## Сусідні муніципалітети
- Камерано
- Лорето
- Нумана
- Озімо
- Реканаті
- Сіроло